# Драцена сандериана
Драцена сандериана (лат. Dracaena sanderiana), известно като Бамбук на щастието, вид Драцена от семейство Аспержи.
Произхожда от Централна Африка. Името идва от германския градинар Хенри Фредерик Конрад Сандер (1847 – 1920).

## Имена
За Драцена сандериана се влючват още имена като Бамбук на щастието, драцелата на Сандер, лентова драцена, къдрав бамбук, китайски воден бамбук, растението на Богинята на милостта, белгийско вечнозелено растение. Наричат го още и лентово растение. Докато думата бамбук се среща в няколко от често срещаните имена на това растение, драцена сандериана е от съвсем различен таксономичен ред от истинския бамбук – истинският бамбук попада под клада на едносемеделни. Въпреки няколко от общите му имена, които предполагат, че произлизат от Китай или Белгия, това е местен африкански вид. Драцена сандериана често се бърка с Бамбук на късмета (лат. Dracaena braunii), растение от крайбрежната Западна Африка с цветове, пет пъти по-къси от тези на Драцена сандериана. 

## Описание
Многогодишно тревисто растение, достига 100 см, растението има зелено стъбло, спираловидно завъртяно на върха. Ръбът на листа е вълнообразен, по него има ивици, поради което листът изглежда пъстър. Достига височина до 100 см и дължина на листата до 23 см. Стъблото му е месесто, което го отличава от бамбука. Изисква светли и проветриви помещения.

## Култивиране
Драцена сандериана и свързаните с нея сортове са популярни стайни растения. Подходящо растение е в затворено пространство, а най-подходящото е място с разсеяна светлина или полусянка, защото пряката слънчева светлина причинява пожълтяване и изгаряне на листата. Идеалната температура варира от 15 до 22 °C. Изисква средна топлина, добра светлина, редовно поливане в сухи периоди и между тях. Ако се засади в земята, губи видът си като бамбук и ще бъде с форма, наподобяваща на листа като драконови дървета.
Размножава се чрез изрязване на част от стъблото. Подхранва се с тор за драцели.

## Символика
Броят на стълбовете, които образуват Драцена сандериана, носи значение и късмет според Фън Шуй:
- Трите стълби носят щастие, здраве и дълъг живот.
- Петте стълби стимулират 5-ия елемент на живота.
- Шест стълба носят здраве.
- Осем стъпала носят развитие и просперитет.
- Десетте стълби символизират съвършенство и изпълнение.
- Двадесет и една стълба носят мощна благословия.

## Галерия
- Поле от Драцена сандериана в Донгхай остров  Гуандун.
- Стайна Драцена сандериана със спирала от бамбук.
- Размножаване на Драцена сандериана с образуване на корени.
- Растение с множество, вплетени стъбла.
- Със сърцевидни стъбла.
- Трио Драцена сандериана.